# Вернер Пантон
Вернер Пантон (на датски: Verner Panton; 13 февруари 1926 – 5 септември 1998) е датски дизайнер, работил най-вече в областта на интериорния и индустриалния дизайн. Новаторска си дейност започва през шейсетте години на 20 век, като използва разнообразие от иновативни материали и форми в радикално ново художествено направление.
Столът „S” се превръща в неговия най-известен и най-масово произвеждан дизайн.